# عين المنسي
عين المنسي، قرية فلسطينية في قضاء جنين دمرت وهجّر أهلها في حرب عام 1948.

## التعداد السكاني
بلغ عدد سكان أهالي بلدة عين المنسى في عام 1931 73 نسمة، وفي العام 1945 بلغ عددهم 90 نسمة، أما في عام 1948 بلغ عددهم 104 نسمة. ويقدر عدد اللاجئين في عام 1998 حوالي 641 نسمة.

## عدد البيوت
بلغ عدد البيوت عام 1931 15 بيت، أما في عام 1948 بلغ عدد البيوت 21 بيت.

## القرية قبل احتلال
كانت القرية التي صنفت مزرعة في (معجم فلسطين الجغرافي المفهرس)، تقع في الجهة الجنوبية الغربية من مرج ابن عامر المستوي. وكانت طريق فرعية قصيرة تربطها طريق العام الذي يصل جنين بحيفا، ويمر إلى الشمال الشرقي منها. وربما كانت هذه القرية متصلة بقرية المنسي الأكبر منها، والواقعة على بعد نصف كيلومتر إلى الشمال الغربي منها (أنظر المنسي، قضاء حيفا)، في 1944 \1945، كان ما مجموعه كان ما مجموعه 168 دونما مرويا أو مستخدما للبساتين. وعلى بعد نحو كيلومتر منها كان يقع تل المتسلم، وهو موقع أثري مهم أجرت جامعة شيكاغو تنقيبات فيه سنة 1939.

## احتلال القرية وتطهيرها عرقيا
في إثر المعركة التي دارت بشأن مستعمرة مشمار هعيمق، في أوائل نيسان\ أبريل 1948 (أنظر أبو شوشة، قضاء حيفا)، عمدت قوات الهاغاناه إلى احتلال بضع قرى في منطقة مرج ابن عامر. وقد وقعت عين المنسي ليلة 12-13 نيسان\ أبريل في قبضة وحدات من البلماح (استنادا إلى المؤرخ الإسرائيلي بني موريس الذب يسميها (المنسي). واستنادا إلى (تاريخ الهاغاناه)، عجل سقوط القرية، إضافة إلى سقوط قرية النغنغية المجاورة، انسحاب جيش الإنقاذ العربي من المنطقة. وقد دمرت عين المنسي تدميرا كاملا، كسائر القرى الأخرى التي احتلت في هذه العملية. ويقول موريس مستندا إلى معلومات استقاها من مصادر إسرائيلية، إن منازل عين المنسي نسفت في الأيام التي تلت عملية احتلالها.

## القرية اليوم
دمرت القرية تدميرا تاما وسويت بالأرض وأقيم عقب ذلك مخيم مؤقت للمهاجرين اليهود في الأعوام الأولى من عمر الدولة اليهودية. وقد غرست غابة كثيفة من التنوب في موضع المخيم بعد تفكيكه. ولا تزال بقايا هذا المخيم مرئية اليوم بين الأشجار. وثمة في الناحية الشمالية من الموقع بقايا مقبرة تكسوها الاعشاب البرية والأشواك. وأقيمت محطة وقود في الجانب الشرقي من المقبرة، التي بنيت شجر اللوز والتين والزيتون إلى الشمال والغرب منها.

## المستوطنات على اراضي القرية
لا مستعمرات إسرائيلية على أراضي القرية. أما مستعمرة مدراخ عوز [الإنجليزية] التي أنشئت في سنة 1952 على أراضي قرية المنسي (قضاء حيفا)، فتبعد نحو كيلومترين إلى الغرب.